# Medalla Maudheim
La Medalla Maudheim (Maudheimmedaljen) fue instituida por el rey Haakon VII de Noruega el 14 de noviembre de 1951 para honrar a los miembros de la Expedición antártica noruego-británica-sueca de 1949-1952. Esta expedición fue la primera a la Antártida con la participación de un equipo internacional de científicos. Durante la expedición, en febrero de 1950 se estableció una base conocida como Maudheim en la Plataforma de hielo Quar en la costa de la Tierra de la Reina Maud.
La medalla en sí es la misma que la Medalla al mérito del rey en plata a la que se le ha añadido una hebilla de plata con una cinta que contiene la inscripción Maudheim 1949-1952.

## Galardonados
Las siguientes personas fueron reconocidas con la medalla Maudheim
- John E. Jelbart, post mortem
- Gordon de Quetteville Robin
- Ernest Frederick Roots
- John Giæver
- Bjarne Lorentzen
- Peter Jul Melleby
- Nils Roer
- Egil Gunnar Rogstad
- Nils Jørgen Schumacher
- John Snarby
- Bertil Ekström, post mortem
- Stig Hallgren
- Gösta Hjalmar Liljequist
- Valter Schytt
- Paul Ove Wilson
- Leslie Arthur Quar, post mortem
- Alan Reece
- Charles Swithinbank